# Croissant d'or

Les principales zones de production d'opium.

Le Croissant d'or est la dénomination géographique donnée au principal lieu de production d'opium illicite en Asie, situé au carrefour de l'Asie Centrale, de l'Asie du Sud et de l'Asie Orientale. Cet espace chevauche trois États, l’Afghanistan, l'Iran et le Pakistan, dont les contours montagneux forment approximativement un croissant.
En 1991, l'Afghanistan est devenu le premier producteur d'opium au monde, avec une récolte de 1 782 tonnes (selon les évaluations du département d'État américain), dépassant la Birmanie, autrefois leader mondial ; et en 2007, le Croissant d'or fournit selon les Nations unies 92 % de l'opium de la planète. La diminution de la production d'héroïne de la Birmanie est le résultat de plusieurs années de conditions d'agriculture défavorables et de la nouvelle politique gouvernementale de destruction obligatoire des plants.
Le Croissant d'or a une histoire beaucoup plus longue de production d'opium, bien qu’il n’ait atteint un niveau de production moderne que dans les années 1970, alors que le Triangle d'or avait une production suffisante dès les années 1950.